# Entaspidiotus magnus
Entaspidiotus magnus är en insektsart som först beskrevs av Karl Hermann Leonhard Lindinger 1909.  Entaspidiotus magnus ingår i släktet Entaspidiotus och familjen pansarsköldlöss. Inga underarter finns listade i Catalogue of Life.